# Champagner-Bier

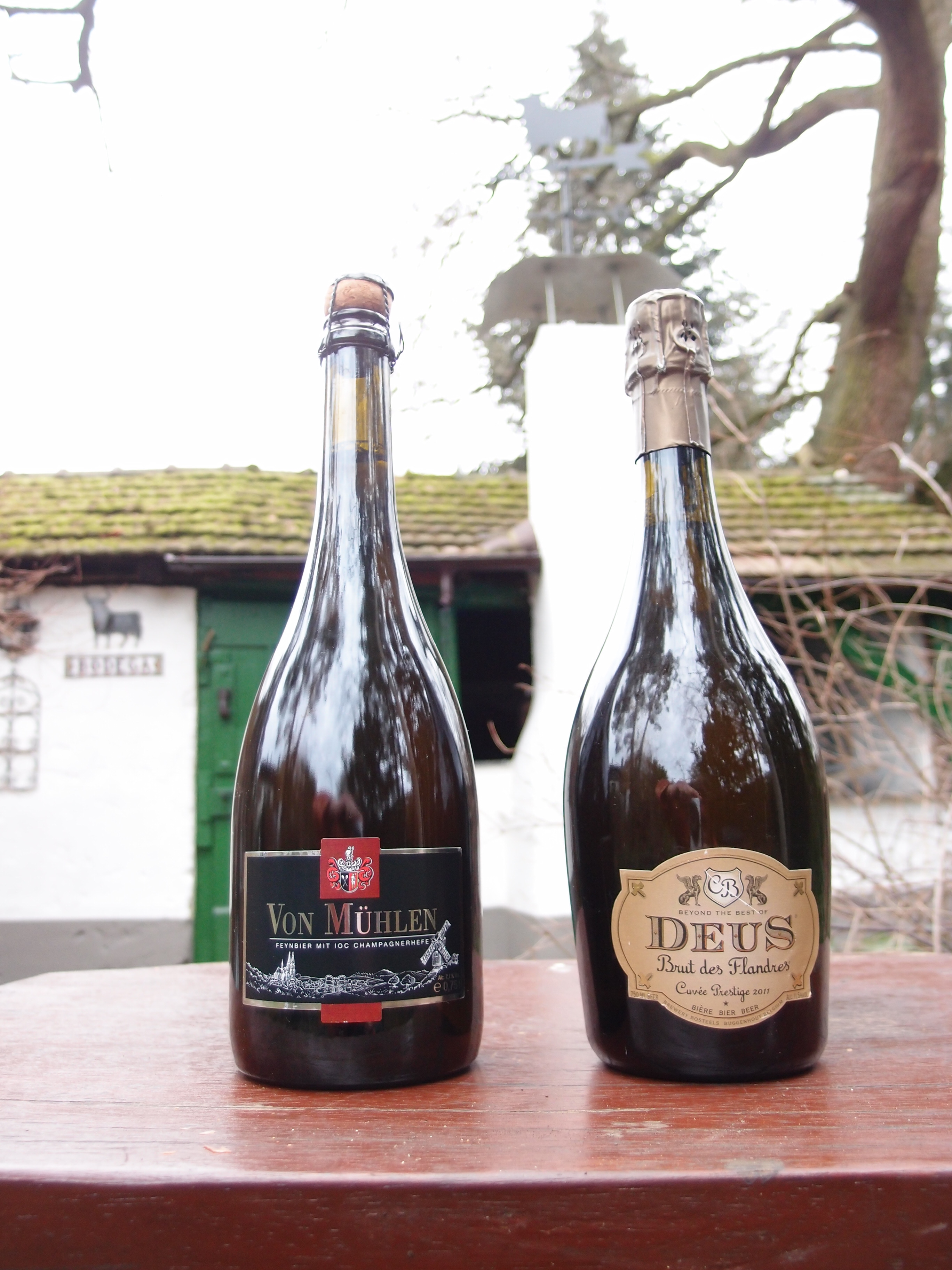
Zwei Champagner-Biere

Als Champagner-Bier (auch Bière Brut oder Champagne-Style Beer) wird eine Starkbiersorte bezeichnet.

## Herstellung und Konsum
Das Bier wird – analog zum Champagner – einem zweiten, langwierigen Reife- und Lagerungsprozess nach der Methode champenoise in der Flasche unterzogen; hierzu wird dem Jungbier eine höhervergärende Weinhefe  vom Hefestamm Saccharomyces bayanus (oder anderer Stämme) sowie die sogenannte Speise als Kohlenhydratquelle zugefügt. Während der Nachgärung wird die entstehende Kohlensäure im Bier fein gebunden. Der nach Abrütteln in Rüttelpulten im Flaschenhals zurückbleibende Hefepfropfen wird degorgiert und die (champagnerähnlichen) Flaschen werden mit Naturkorken verschlossen und agraffiert.
Champagner-Bier ist kohlensäurereich, zartperlend und verfügt über einen deutlich höheren Alkoholgehalt als gewöhnliches Bier. Die Farbe kann von sehr hellen bis zu dunklen Tönen variieren. 
Beispiele für Champagner-Bier:
- Chimay bleue

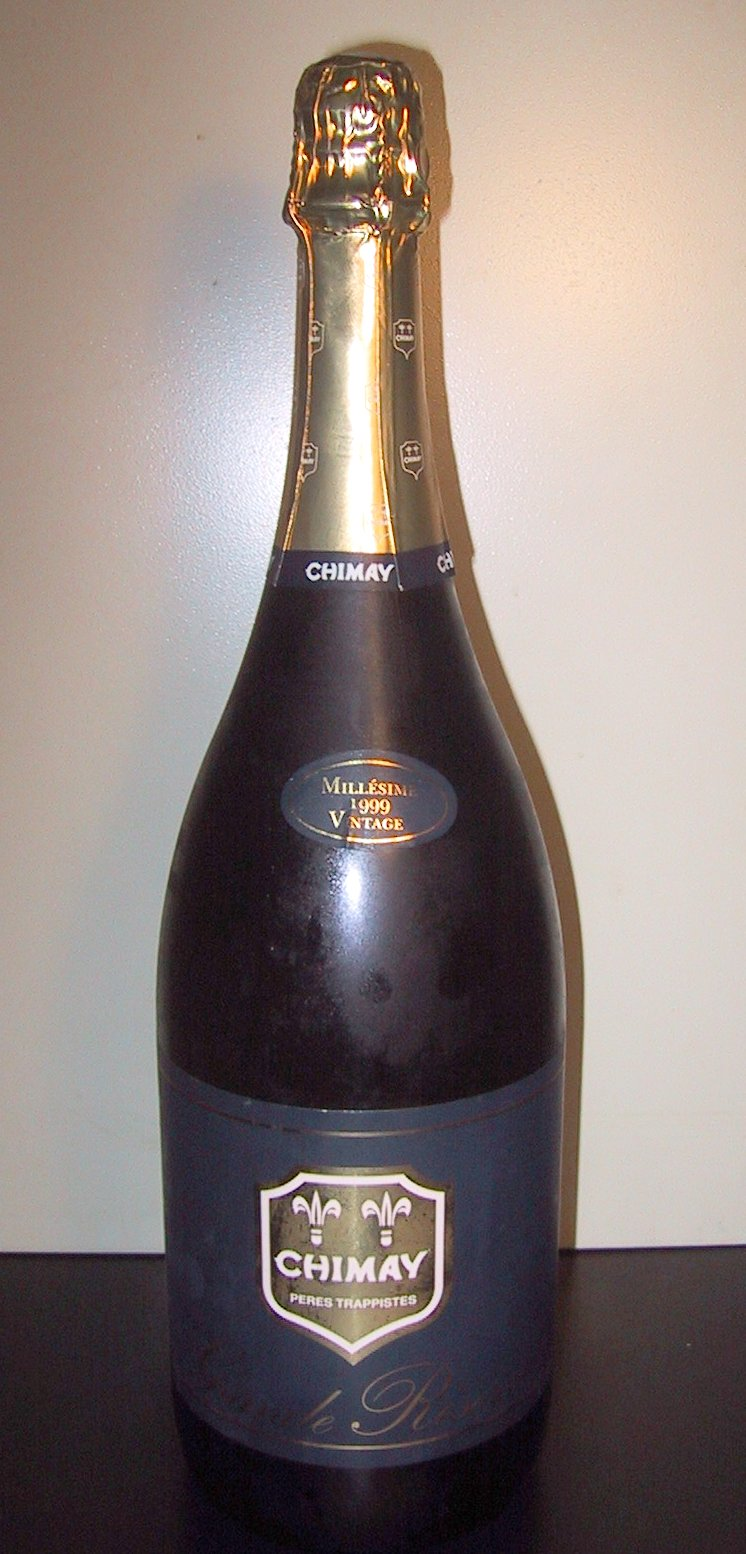
Chimay Magnumflasche

- DeuS (Brut Des Flandres) von Bosteels
- Von Mühlen (Brauerei zur Malzmühle)
- Bellheimer Chapeau (Park & Bellheimer)